# Pallidohecyra pallida
Pallidohecyra pallida là một loài bọ cánh cứng trong họ Cerambycidae.